# 西安市第一中学
西安市第一中学（简称西安一中）是西安市最早成立的公办中学，位于西安市莲湖区环城西路三号，于1947年建立，1953年被列为全国第一批26所重点中学之一，1985年设立了“少年班”，2003年设立了“宏志班”。现任校长为正校长史建奎，副校长刘大财，最新教学楼已于2023年3月落成使用。
其校名“西安市第一中学”由时任国务院总理郭沫若先生题写。

## 荣誉
- 陕西省标准化高中
- 全国爱国主义系列化教育实验学校
- 全国超常教育研究协作组成员学校
- 陕西省文明校园示范单位
- 西安市市级文明单位
- 陕西省省级示范高中